# 찰스 그로딘
찰스 그로딘(Charles Grodin, 1935년 4월 21일 ~ 2021년 5월 18일)은 미국의 배우이다.

## 영화
- 해저 2만리 (1954년 영화)
- 로즈메리의 아기 (영화)
- 캐치 22 (영화)
- 킹콩 (1976년 영화)
- 천국의 사도
- 썬번 (1979년 영화)
- 우먼 인 레드
- 미드나잇 런
- 베토벤 (영화)
- 데이브 (영화)
- 사랑의 동반자
- 베토벤 2
- 알파치노의 은밀한 관계
- 위아영

## 텔레비전
- 사이먼 & 가펑클
- 새터데이 나이트 라이브
- 마이클 J. 폭스 쇼
- 루이 (드라마)
- 더 뉴요커